# Rénier de Trith
Rénier de Trith († nach 1206) war ein französischer Kreuzfahrer des vierten Kreuzzuges. Er war Herr von Trith-Saint-Léger (Dép: Nord) in der Grafschaft Hennegau.

Das Wappen von Rénier de Trith wird heute von der Kommune Trith-Saint-Léger benutzt.

## Leben und Wirken
Nach Gottfried von Villehardouin nahm Rénier de Trith am 23. Februar 1200 zusammen mit dem Grafen Balduin IX. von Flandern das Kreuz zum vierten Kreuzzug. Dem Kreuzzug schloss sich auch sein Sohn Rainald an. Bis zur Eroberung von Konstantinopel im April 1204 wird Rénier bei Villehardouin nicht mehr erwähnt, allerdings zählte ihn der Graf Hugo IV. von Saint-Pol in einem Brief zu dem Kreis jener Kreuzfahrer die nach der Eroberung von Zara (1202) für einen Umweg des Kreuzzuges nach Konstantinopel gestimmt hatten.
Nachdem Konstantinopel erobert und der Graf von Flandern zum ersten Kaiser des lateinischen Reichs gewählt worden war, wurde Rénier de Trith von ihm zum „Herzog von Philippopolis“ (heute Plowdiw) ernannt. In diese Stadt konnte er im November 1204 mit einhundertzwanzig Rittern kampflos und mit Unterstützung der einheimischen griechischen Bevölkerung einziehen. Über das Umland seines Lehens konnte er allerdings keine Kontrolle gewinnen, da sich dort die Griechen gegen die Herrschaft der Lateiner erhoben und dabei von den Bulgarenherrscher Kalojan (Johannitzes) unterstützt wurden. Bereits nach wenigen Monaten desertierten hundert Ritter, welche Kaiser Balduin bei der Belagerung von Adrianopel unterstützen wollten. Nachdem dort aber der Kaiser im April 1205 von den Bulgaren geschlagen und gefangen genommen worden war, revoltierte die Bevölkerung von Philippopolis gegen die Lateiner, worauf Kalojan die Stadt besetzen konnte. Der Aufstand gegen die Lateiner wurde besonders von der Gemeinde der Paulikianer getragen, deren Viertel Rénier de Trith deswegen niederbrennen ließ. Nach dem Verlust der Stadt verschanzte er sich mit nicht mehr als fünfzehn Rittern in der nahe gelegenen Burg Stenimachos (heute Assenowgrad) und hielt dort einer dreizehnmonatigen Belagerung durch Kalojan stand, bis er im Frühjahr 1206 von einem Entsatz unter der Führung des Villehardouin befreit wurde; die Burg musste allerdings aufgegeben werden.
Während der Belagerung hatte Rénier de Trith als erster der Kreuzfahrer überhaupt vom Tod Kaiser Balduins in der Gefangenschaft erfahren, worauf dessen Bruder und amtierender Regent Heinrich zum neuen Kaiser gekrönt werden konnte. Nach den Kämpfen um Stanimachos wurde nicht mehr über Rénier de Trith berichtet.

## Einzelnachweis
1. ↑  Annales Colonienses maximi, hrsg. von Georg Heinrich Pertz in MGH SS 17 (1861), S. 812

| Personendaten    | Personendaten                                                     |
| ---------------- | ----------------------------------------------------------------- |
| NAME             | Rénier de Trith                                                   |
| KURZBESCHREIBUNG | Herr von Trith-Saint-Léger, Herzog von Philippopolis, Kreuzfahrer |
| GEBURTSDATUM     | 12. Jahrhundert                                                   |
| STERBEDATUM      | nach 1206                                                         |